# Museo dell'abbazia di Morimondo
Il Museo dell'abbazia di Morimondo è un museo regionale sito nel comune di Morimondo (MI), ospitato nella locale abbazia e visitabile su prenotazione.

## Storia
Il museo è stato costituito nel 2007 quando la Regione Lombardia ha riconosciuto ufficialmente il complesso monastico come museo regionale.

## Il museo
Il museo dell'abbazia di Morimondo è suddiviso al suo interno in due sezioni:
- il Museo dell'Abbazia, nato per valorizzare e far conoscere i vari ambienti del complesso monastico
- il Civico Museo Angelo Comolli, finalizzato a far conoscere l'artista Angelo Comolli ed a conservare i cartoni delle sue opere. Questi è stato proprietario per un certo periodo di parte del complesso dove aveva posto il proprio studio.

Il Museo dell'Abbazia è costituito dagli ambienti stessi dell'abbazia cistercense di Morimondo: la struttura del cenobio è ancora in gran parte quella medioevale del XII e XIII secolo, con alcune modifiche e parziali rifacimenti risalenti al XV, XVI e XVII secolo. Il complesso è stato completamente ristrutturato nel 2009, restituendo alla fruizione del pubblico l'intero complesso monastico.
Tra gli ambienti visitabili nel percorso museale dell'abbazia figurato attualmente il chiostro, la sala capitolare, le sale di lavoro dei monaci (ad esempio lo scriptorium), la sala dei fondatori, il loggiato, il refettorio, il dormitorio; gli ambienti si sviluppano su quattro livelli edificativi.